# Кларенс Пінкстон
Кларенс Пінкстон (англ. Clarence Pinkston, 1 лютого 1900 — 18 листопада 1961) — американський стрибун у воду.
Олімпійський чемпіон 1920 року, призер 1924 року.